# Rudolf Wåhlin
Rudolf Wåhlin, född den 2 november 1887 i Östervåla socken, död den 1 april 1972 i Stockholm, var en svensk friidrottare (långdistanslöpare). Han tävlade för Djurgårdens IF. Han vann SM-guld i maratonlöpning år 1914 och representerade Sverige i grenen i OS i Antwerpen 1920, där han kom på 23:e plats.